# John Watts de Peyster

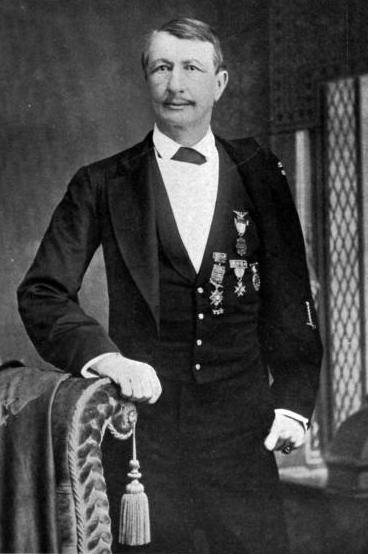
John Watts de Peyster

John Watts de Peyster, Sr. (* 9. März 1821 in New York City; † 4. Mai 1907 ebenda) war ein US-amerikanischer Autor militärtheoretischer und -kritischer Werke und ein früher Adjutant General der New York National Guard und diente während des Mexikanisch-Amerikanischen Krieges und des Sezessionskrieges in der New York State Militia. Er war einer der ersten amerikanischen Militärkritiker und bekannt für seine Beschreibungen des Unabhängigkeitskrieges und des Sezessionskrieges. Daneben veröffentlichte er auch Romane sowie poetische und biografische Werke.

## Jugend und familiärer Hintergrund
De Peyster wurde in New York geboren und war der Sohn einer wohlhabenden, im Dutchess County alteingesessenen Familie und ein Cousin ersten Grades von Maj. Gen. Philip Kearny. Sein Ururgroßvater war Abraham de Peyster, einer der frühen Bürgermeister von New York City, dessen Bruder Johannes de Peyster ebenfalls Bürgermeister dieser Stadt war. John studierte Jura am Columbia College, machte aber aus gesundheitlichen Gründen keinen Abschluss. In jungem Alter wurde er wegen einer Herzkrankheit, die er sich in seiner Dienstzeit als freiwilliger Feuerwehrmann zugezogen hatte, zum Invaliden. De Peyster war in seinen College-Jahren als Freiwilliger Mitglied der Feuerwehreinheit No. 5 Hose Carriage; ein großes Feuer im Jahr 1836 führte zu seiner Gesundheitsschädigung. Trotz seiner gesundheitlichen Beschwerden wurde er als resolut und sogar als diktatorisch beschrieben.
Er erwarb später einen Master of Arts am Columbia College, den Doctor of Laws am College of Law der University of Nebraska-Lincoln und einen Doctor of Philosophy am Franklin and Marshall College. Unter seiner Mitwirkung wurden das New York City Police Department und das New York City Fire Department gebildet. Er setzte sich für Reformen des Feuerwehrwesens ein, die zuerst in New York City und schließlich landesweit umgesetzt wurden, wie etwa Berufsfeuerwehren und dampfgetriebene Löschfahrzeuge.
Er verbrachte seine ganze Karriere in der New York State Militia und wurde 1851 zum Brigadier General befördert. Er diente als Judge Advocate General des Bundesstaates und schließlich als Adjutant General, bevor er wegen eines Streites mit dem Gouverneur von New York Myron H. Clark 1855 zurücktrat. Als Militärbeobachter reiste er ausgiebig durch Europa und setzte mehrere Reformen um, mit denen die Miliz für den kommenden Konflikt modernisiert wurde.

## Sezessionskrieg

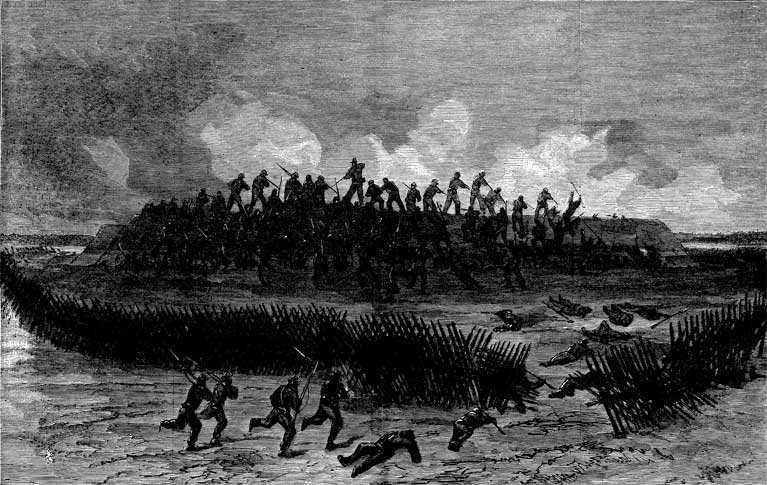
27. Oktober 1864 – Mit Spencer-Repertiergewehren bewaffnete Männer der Kompanie K, 148th Pennsylvania Volunteers, rücken in Tirailleur-Formation vor und erobern während der Belagerung von Petersburg, Virginia, ein von der 46th Virginia Infantry besetztes Fort.

De Peyster war bereits vor dem Amerikanischen Bürgerkrieg Brigadegeneral der Miliz von New York. Gegen den Widerstand Abraham Lincolns, den er in diesem Punkt als voreingenommen betrachtete, versuchte er, Regimenter für die Unionsarmee aufzustellen. Im Jahr 1861 reiste de Peyster nach Washington, D.C., um über ein Kommando als Brigadegeneral der Konstitutionellen Armee zu verhandeln und anzubieten, zwei Artillerieregimenter aufzustellen, da er glaubte, dass diese Waffengattung seinen militärischen Fähigkeiten und seinem Gesundheitszustand am besten entspräche. Diese Initiative stieß auf wenig Interesse, weil der Bundesstaat New York bereits seine Rekrutierungsquote von 75.000 Mann erfüllt hatte.
Jeder seiner drei Söhne diente in diesem Konflikt in der Unionsarmee. Der älteste von ihnen, John Watts de Peyster, Jr., diente als Aide-de-camp und Artilleriekommandeur in der Potomac-Armee und schied nach dem Krieg als Brevet Brigadier General aus dem Dienst; Frederic de Peyster III war Colonel und Arzt; sein jüngster Sohn Johnston L. de Peyster war als Second Lieutenant Befehlshaber einer Artilleriebatterie, der das Hissen der ersten Unionsflagge über dem Kapitol der Konföderierten Staaten von Amerika nach dem Fall von Richmond, Virginia zugeschrieben wird.
Der Karrieremilizoffizier litt schon lange unter seiner schlechten Gesundheit und lehnte deswegen ein Kommando in der Kavallerie ab, das ihm im Juni 1863 vom New Yorker Senator Ira Harris im Namen der Generäle Joseph Hooker und Alfred Pleasonton angeboten wurde, die möglicherweise ein Auge auf die sozialen Verbindungen de Peysters geworfen hatten. Andere bekannte Personen mit nur beschränkter Erfahrung auf dem Schlachtfeld, die zu dem Zeitpunkt von Pleasonton zu Brigadegenerälen befördert wurden, waren Elon John Farnsworth, der Sohn eines Kongressabgeordneten, Wesley Merritt und George Armstrong Custer.
Seine Abhandlung New American Tactics bestand aus einer Reihe von Artikeln, die im The Army and Navy Journal veröffentlicht wurden. Er befürwortete darin, Tirailleure als neue Schlachtformation zum Standard zu machen, ein Vorschlag, der zu jener Zeit als revolutionär galt. Diese Beiträge wurden übersetzt und von ausländischen Militärzeitschriften abgedruckt, darunter in Biographie des célébrités militaires des armées de terre et de mer de 1789 à 1850. Solche Taktiken wurden von Generälen wie John Buford in die Praxis übernommen und später weltweit angewandt.
De Peyster wurde 1866 durch einen besonderen Rechtsakt der New Yorker Gesetzgebung in den Brevet-Rang eines Major Generals erhoben. Es war die erste Ehrung dieser Art des Bundesstaates New York und überhaupt die erste eines Bundesstaates der Vereinigten Staaten.
Er war ein enger Freund von Major General Daniel Sickles, dem Kommandeur des III. Korps. General de Peyster schrieb Biographien über die Generäle des Korps während des Sezessionskrieges Andrew A. Humphreys und Gershom Mott, und er schrieb lobend über Bufords gerühmte Verwendung der leichten Kavallerie.

“The hero at Oak Ridge was John Buford … he not only showed the rarest tenacity, but his personal capacity made his cavalry accomplish marvels, and rival infantry in their steadfastness … Glorious John Buford!”

„Der Held bei Oak Ridge war John Buford … er wies nicht nur eine selten anzutreffende Hartnäckigkeit auf, sondern seine persönliche Leistung veranlasste seine Kavallerie, Wunder zu vollbringen und mit der Infanterie in ihrer Standfestigkeit zu rivalisieren … Glorreicher John Buford!“

## Nachkriegskarriere

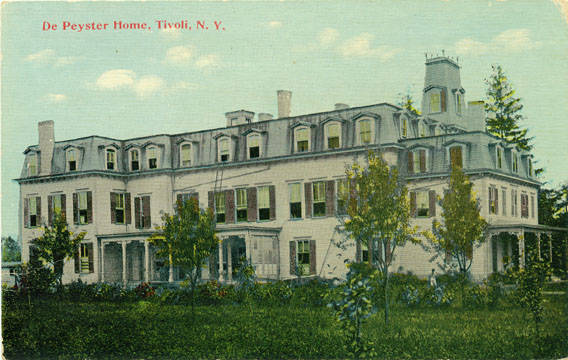
Das Haus der Familie de Peyster, Rose Hill, in Tivoli, New York. Es wurde später zur Watts De Peyster Industrial Home and School for girls und wurde 1938 abgerissen.

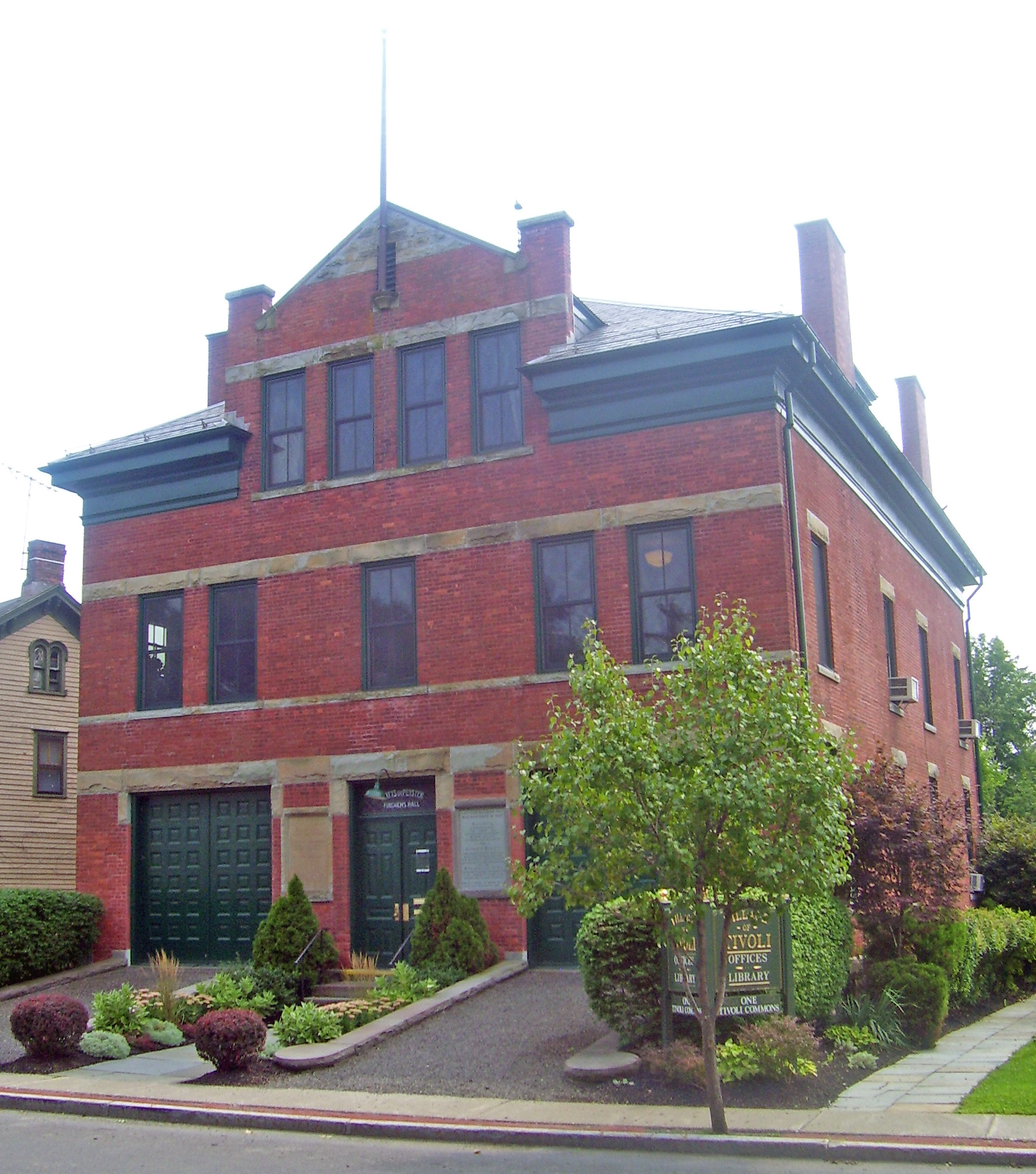
Die frühere Feuerwache in Tivoli, heute die Village Hall

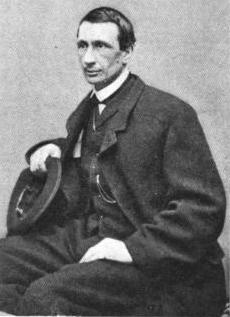
General John Watts de Peyster 1863

General de Peyster war bekannt als einer der größten Landerschließer in Tivoli, wo er in dem Haus seiner Familie lebte. 1892 ließ er eine hölzerne methodistische Kirche durch ein Backsteingebäude ersetzen, das noch heute steht. Er ließ ein altes Schulgebäude in eine Industrieschule für Mädchen umbauen und errichtete als Fachmann für Feuerwehren 1895 ein großes Feuerwehrhaus mit Räumen für die Ortsverwaltung nach dem neuesten Stand der Technik. Ein Porträt de Peysters befindet sich noch heute in diesem Gebäude, das bis 1986 als Feuerwehrhaus diente. Das hohe viktorianische Bauwerk beherbergte außerdem einen Gerichtssaal, ein Gefängnis und einen großen Versammlungsraum für die örtliche Verwaltung. Der General geriet schließlich in Konflikt mit dem Bürgermeister des Ortsteils, seinem Sohn Johnston de Peyster, der daraufhin seinem Vater Hausverbot erteilte. Die Verwaltung des Ortes war gezwungen, in ein anderes Gebäude überzusiedeln, wo sie blieb, bis die frühere Feuerwache 1994 renoviert wurde und die Ortsverwaltung in das Gebäude zurückkehrte.
In seine Schriften trat er entschieden für Dan Sickles und dessen Rolle in der Schlacht von Gettysburg ein. Einige seiner Werke beschäftigen sich mit dem Einfluss von Maj. Gen. Joseph Hooker auf die Potomac-Armee, mit den Entwicklungen, die zu der Schlacht führten, sowohl den negativen als auch den positiven. Er äußerte sich niederschmetternd über die Leistungen des XI. Korps bei der Schlacht bei Chancellorsville. In seinen Schriften bewertete er die Errungenschaften von Maj. Gen. George H. Thomas als brillant und leitete damit dessen Rezeption als einer der besten Kommandeure des Sezessionskrieges in der heutigen Zeit ein. In der New York Times und in wissenschaftlichen Journalen sagte er korrekt den Preußisch-Österreichischen Krieg von 1866 und den Deutsch-Französischen Krieg von 1870/71 voraus. Unter dem Pseudonym Anchor veröffentlichte er umfangreiche Beiträge zu Zeitschriftenpublikationen zur Geschichte, in denen er die Dienste von Sickles und Buford hoch lobte. In anderen Publikationen würdigte er die Männer des New York City Fire Department.
De Peyster schrieb ein ausgiebiges militärgeschichtliches Werk über die Schlacht von Saratoga und stiftete 1887 ein Denkmal, das sogenannte Boot Monument, das an die heldenhafte Verwundung von Benedict Arnold in dieser Schlacht erinnert, obwohl Arnolds Name auf dem Denkmal nicht genannt wird, sondern nur sein Stiefel dargestellt wird. 1905 kaufte De Peyster den Herrensitz von Sir William Johnson, der seit 1755 als Fort Johnson bekannt war, und schenkte ihn der Montgomery County Historical Society, die in Amsterdam, New York siedelte.
1901 stiftete er mehrere tausend Bücher und Karten sowie einen maurischen Yatagan, den er 1851 von einer seiner Reisen mitgebracht hatte, an die Smithsonian Institution. Zwar widmete De Peysters Biograph sechs Kapitel seiner Wohltätigkeit, doch machte er dabei keine Angaben über dessen ethnologischen Sammlungen. Eine andere philanthropische Gabe war der Aufbau der ersten Bibliothek am Franklin and Marshall College und die Stiftung einer der größten und bedeutendsten Sammlungen seltener Bücher zur Militärgeschichte, einer aus 1890 Bänden bestehenden Sammlung zu Napoleon Bonaparte. Viele dieser Monographien hatte de Peyster erworben, als er in Europa reiste und für seine eigenen Biographie Napoleons mit dem Titel Napoleone di Buonaparte (1896) Nachforschungen betrieb.
Das Denkmal von Abraham de Peyster, einem der Gründer von Nieuw Amsterdam, wurde von George Edwin Bissell geschaffen und General de Peyster ließ es in Bowling Green auf dem ältesten Platz der Stadt aufstellen. John Watts de Peyster war außerdem Vizepräsident der American Numismatic Society und Namensgeber von Post #71 der New York G.A.R. in Tivoli, New York.
De Peyster starb 1907 in einer Wohnung der Familie in Manhattan. Sein Wohnhaus Rose Hill vermachte er einem örtlichen Kinderheim.

## Werke
De Peyster war Autor von Life of Field Marshal Torstenson (1855), The Dutch at the North Pole (1857), Caurausius, the Dutch Augustus (1858), Life of Baron Cohorn (1860), The Decisive Conflicts of the Late Civil War, or Slaveholder’s Rebellion (1867), Personal and Military History of General Philip Kearny (1869), The Life and Misfortunes and the Military Career of Brig.-Gen. Sir John Johnson (1882) und Gypsies: Some Curious Investigations, Collected, Translated, Or Reprinted from Various Sources (1887). Außerdem trug de Peyster zu zahlreichen anderen Büchern, Biographien, Artikeln und anderen Veröffentlichungen bei.